# Michelangelo (film 1938)
Michelangelo è un documentario del 1938 diretto da Curt Oertel e basato sulla vita del pittore italiano Michelangelo Buonarroti.

## Riconoscimenti
- 1938 - Mostra internazionale d'arte cinematografica
  - Medaglia di segnalazione per la regia (Curt Oertel)